# Liste d'élections nationales en 2010
Chronologie des élections
- 2006
- 2007
- 2008
- 2009
- 2010
- 2011
- 2012
- 2013
- 2014

Cette liste recense les élections organisées durant l'année 1976. Elle inclut les élections législatives et présidentielles nationales dans les États souverains, ainsi que les référendums.

## Par mois

### Janvier
| Date       | Pays                       | Élections      | Contexte | Résultats |
| ---------- | -------------------------- | -------------- | --- | --- |
| 10 janvier | Croatie                    | Présidentielle | 2d tour. Le président sortant Stjepan Mesić (Parti populaire croate - Démocrates libéraux : centre social-libéral) ne peut se représenter, ayant effectué deux mandats.                                                                            | Alternance. Ivo Josipović (Parti social-démocrate : centre-gauche social-libéral, troisième voie) est élu avec 60,3 % des voix face à Milan Bandić (sans étiquette, social-démocrate dissident). |
| 10 janvier | Guyane                     | Référendum     | La Guyane est un département de la République française. À la suite de la grève générale aux Antilles en 2009, les citoyens sont invités à se prononcer pour ou contre le passage au statut de collectivité d'outre-mer avec une autonomie accrue. | Les Guyanais optent à 70,2 % pour conserver le statut de département. Lors d'un second référendum le 24 janvier, ils approuvent à 57,5 % la création d'une Assemblée de Guyane. |
| 10 janvier | Martinique                 | Référendum     | La Martinique est un département de la République française. La proposition soumise aux citoyens est la même qu'en Guyane (ci-dessus). | Les Martiniquais optent à 78,9 % pour conserver le statut de département. Lors d'un second référendum le 24 janvier, ils approuvent à 68,3 % la création d'une Assemblée de Martinique. |
| 17 janvier | Chili                      | Présidentielle | 2d tour. La Constitution interdit à un président sortant de se représenter ; Michelle Bachelet (Parti socialiste : gauche) n'est donc pas candidate.                                                                                               | Alternance. La droite retrouve le pouvoir pour la première fois depuis la fin de la dictature militaire d'Augusto Pinochet en 1990. Sebastián Piñera (parti Rénovation nationale : droite conservatrice, libérale en économie) est élu avec 51,6 % des voix face à Eduardo Frei (Parti démocrate-chrétien : centre-gauche, catholicisme social). |
| 17 janvier | Ukraine                    | Présidentielle | 1er tour. | - |
| 25 janvier | Saint-Christophe-et-Niévès | Législatives   | | Le Parti travailliste (centre-gauche) conserve de justesse la majorité absolue des sièges pourvus au scrutin direct. Denzil Douglas demeure Premier ministre. |
| 26 janvier | Sri Lanka                  | Présidentielle | Le scrutin fait suite à la fin en 2009 de la longue guerre civile contre l'insurrection des Tigres tamouls. | Le président Mahinda Rajapakse (Parti de la liberté : centre-gauche, cingalais) est réélu avec 57,9 % des voix face à vingt-et-un autres candidats, son seul adversaire important étant toutefois Sarath Fonseka (Nouveau Front démocratique : centre-droit libéral-conservateur ; 40,2 %).                                                      |

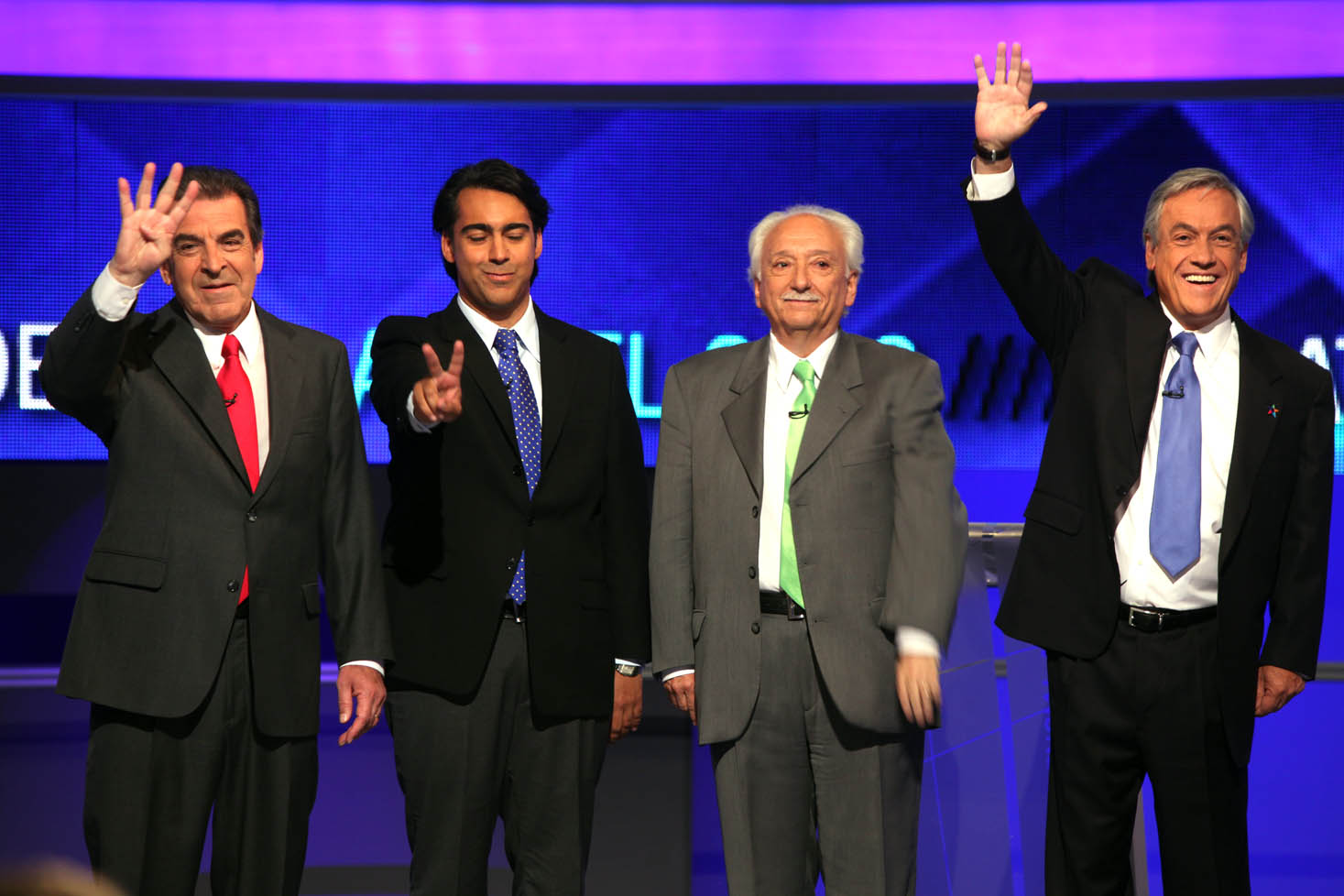
Les quatre candidats à l'élection présidentielle chilienne réunis à l'occasion d'un débat télévisé.

### Février
- 3 février : Grèce, présidentielle (par le Parlement)
- 7 février : Costa Rica, présidentielle et législatives
- 7 février : Ukraine, présidentielle (2e tour)
- 21 février : Sao Tomé-et-Principe, législatives
- 21 février : Tadjikistan, législatives
- 27 février : Nauru, référendum

### Mars
- 3 mars : Pays-Bas, municipales
- 4 mars : Togo, présidentielle
- 7 mars : Irak, législatives
- 14-21 mars : France, régionales
- 14 mars : Colombie, législatives
- 14-21 mars : Italie, régionales

### Avril
- 4 avril : Bolivie, régionales
- 8 avril : Sri Lanka, législatives
- 11-15 avril : Soudan, présidentielle et législatives
- 24 avril : Nauru, législatives
- 25 avril : Autriche, présidentielle
- 11-25 avril : Hongrie, législatives

### Mai
- 5 mai : Maurice, législatives
- 6 mai : Royaume-Uni, législatives
- 9 mai : Allemagne, régionale (Rhénanie-du-Nord-Westphalie)
- 10 mai : Philippines, présidentielle, chambre des Représentants et sénatoriales (une moitié)
- 16 mai : République dominicaine, sénatoriales, législatives et municipales
- 22 mai : Afghanistan, législatives
- 23 mai : Éthiopie, législatives
- 23 mai : Haut-Karabagh, législatives
- 25 mai : Suriname, législatives
- 28-29 mai : République tchèque, législatives
- 30 mai : Colombie, présidentielle, 1er tour

### Juin
- 9 juin : Pays-Bas, législatives
- 12 juin : Slovaquie, législatives
- 13 juin : Belgique, législatives
- 19 juin : Nauru, législatives
- 20 juin : Colombie, présidentielle (2e tour)
- 20 juin : Pologne, présidentielle (1er tour)
- 26 juin : Somaliland, présidentielle
- 27 juin : Guinée, présidentielle (1er tour)
- 28 juin : Burundi, présidentielle
- 30 juin : Allemagne, présidentielle

### Juillet
- 4 juillet : Pologne, présidentielle (2e tour)
- 11 juillet : Japon, Chambre des conseillers
- 16 juillet : Tuvalu, législatives
- 19 juillet : Suriname, présidentielle (par le Parlement)
- 23 juillet : Burundi, législatives
- 28 juillet : Burundi, sénatoriales (indirectes)

### Août
- 9 août : Rwanda, présidentielle
- 21 août : Australie, législatives

### Septembre
- 16 septembre : Tuvalu, législatives
- 18 septembre : Afghanistan, législatives
- 19 septembre : Suède, générales
- 26 septembre : Venezuela, législatives

### Octobre
- 2 octobre : Lettonie, législatives
- 3 octobre : Bosnie-Herzégovine, présidentielle et législatives
- 3 octobre : Hongrie, municipales
- 3 octobre : Brésil, présidentielle (1er tour) et législatives
- 15-16 et 22-23 octobre : République tchèque, sénatoriales (un tiers)
- 23-30 octobre : Bahreïn, législatives
- 31 octobre : Côte d'Ivoire, présidentielle (1er tour)
- 31 octobre : Brésil, présidentielle (2e tour)
- 31 octobre : Tanzanie, présidentielle et législatives

### Novembre
- 2 novembre : États-Unis, Chambre des représentants et sénatoriales (un tiers : sénateurs de classe III)
- 7 novembre : Guinée, présidentielle (2e tour)
- 17 novembre : îles Cook, législatives
- 21 novembre : Burkina Faso, présidentielle
- 25 novembre : Tonga, législatives
- 28 novembre : Côte d'Ivoire, présidentielle (2e tour)
- 28 novembre : Égypte, législatives (1er tour)
- 28 novembre : Espagne, Catalogne, parlementaires
- 28 novembre : Haïti, législatives, présidentielle (1er tour)
- 28 novembre : Moldavie, législatives

### Décembre
- 5 décembre : Égypte, législatives (2e tour)
- 12 décembre : Transnistrie, législatives
- 12 décembre : Kosovo, législatives
- 19 décembre : Biélorussie, présidentielle